# Willi Apel
Pour les articles homonymes, voir Apel.
Willi Apel, né le 10 octobre 1893 à Konitz, province de Prusse-Occidentale et mort le 14 mars 1988 à Bloomington, Indiana, États-Unis, est un musicologue américain d'origine allemande.

## Biographie
Willi Apel fut l'une des personnalités les plus marquantes de la musicologie au XXe siècle.
Il étudia les mathématiques de 1912 à 1914 puis, après la Première Guerre mondiale, de 1918 à 1922 dans plusieurs universités allemandes. Pendant ses études, il s'intéressa à la musique et prit des cours de piano. Il se consacra ensuite entièrement à la musique, en tant qu'autodidacte en ce qui concerne la musicologie. Il obtint son doctorat en 1936 à Berlin, sur une thèse consacrée à la tonalité aux XVe siècle et XVIe siècles et émigra la même année aux États-Unis. Il y enseigna à Harvard de 1938 à 1942 mais changea ensuite, en 1950, pour l'Université d'Indiana où il enseigna pendant 20 ans.
Les travaux menés pendant les années 1940 débouchent sur la publication de livres à sujet étendu, tel que le Harvard Dictionary of Music (1944) édité par lui, ou Historical Anthology of Music (1949, coauteur avec Archibald Thompson Davison). Il considérait avec autant d'attention des musiques alors peu étudiées, telles que celles du Moyen Âge et de la Renaissance ou les musiques du monde, que des sujets beaucoup plus classiques. Cette approche eut une influence certaine sur l'enseignement musical supérieur aux États-Unis. Son ouvrage sur la notation musicale de la musique polyphonique ancienne fut aussi écrit pendant ces années 1940 ; il demeure aujourd'hui un ouvrage de référence sur ce sujet.
En 1950, il s'intéressa à la notation de la musique médiévale, et publia l'important traité French Secular Music of the Late Fourteenth Century (Musique profane en France vers la fin du XIVe siècle). Il publia encore en 1958 un volumineux traité sur le plain-chant, incluant un guide exhaustif sur le répertoire et ses sources anciennes.
Au début des années 1960, il fonda le Corpus of Early Keyboard Music (CEKM), série de publications consacrées à la musique pour clavier ancienne. Au fil des années, le CEKM présenta la musique de compositeurs obscurs tels que Johann Ulrich Steigleder, Bernardo Storace, Peeter Cornet, d'autres encore ainsi que des éditions modernes de divers importants manuscrits tels que la tablature du XVIe siècle de Jan z Lublina. Apel fut rédacteur en chef du CEKM et publia dix volumes ; ses élèves en fournirent des douzaines d'autres.
1967 vit la publication de Geschichte der Orgel- und Klaviermusik (Histoire de la musique pour orgue et pour instruments à clavier). Une traduction en anglais par Hans Tischler parut en 1972. Son dernier ouvrage fut en 1973 une collection d'articles consacrés à la musique de violon italienne du XVIIe siècle.

## Principaux ouvrages
- The Notation of Polyphonic Music 900–1600 (1942)
- Harvard Dictionary of Music (1944) (éditeur)
- Masters of Keyboard (1947)
- The Historical Anthology of Music Volume I: Oriental, Medieval and Renaissance Music, (1949) (avec Davison)
- The Historical Anthology of Music  Volume II: Baroque, Rococo and Pre-Classical Music, (1950) (avec Davison)
- Gregorian Chant (1958)
- The History of Keyboard Music to 1700 (1967)